# Анонвил
Анонвил (фр. Annonville) насеље је и општина у североисточној Француској у региону Шампања-Ардени, у департману Горња Марна која припада префектури Сен Дизје.
По подацима из 2011. године у општини је живело 30 становника, а густина насељености је износила 4,85 становника/km². Општина се простире на површини од 6,19 km². Налази се на средњој надморској висини од 285 метара.

## Демографија
| 1962. | 1968. | 1975. | 1982. | 1990. | 1999. | 2011. |
| ----- | ----- | ----- | ----- | ----- | ----- | ----- |
| 43    | 50    | 42    | 29    | 46    | 34    | 30    |

График промене броја становника у току последњих година